# Svobodná německá mládež
Svobodná německá mládež nebo také FDJ (něm.:Freie Deutsche Jugend) je mládežnická organizace v Německu. Dříve byla oficiální mládežnickou organizací ve Východním Německu. Sdružovala mládež od 15 do 25 let.

## Historie
FDJ byla založena v lednu 1936. V roce 1978 se k ní hlásilo 2 300 000 členů.

## Významní členové
- Erich Honecker (25. srpna 1912 – 29. května 1994) – bývalý komunistický politik a generální tajemník Sjednocené socialistické strany Německa.[2]
- Angela Merkelová (17. července 1954) – německá kancléřka
- Martin Stade (1. září 1931) – německý spisovatel

## Galerie

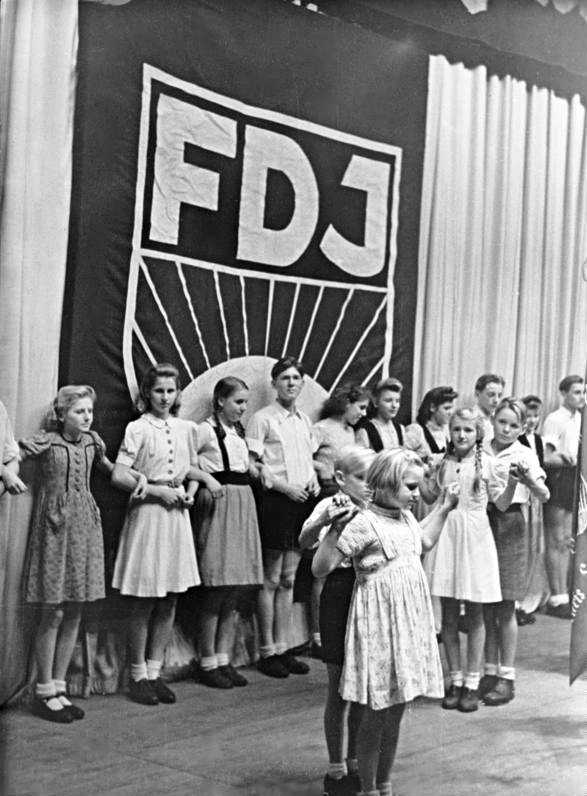
Zakládající ceremoniál FDJ v Berlíně, 1947
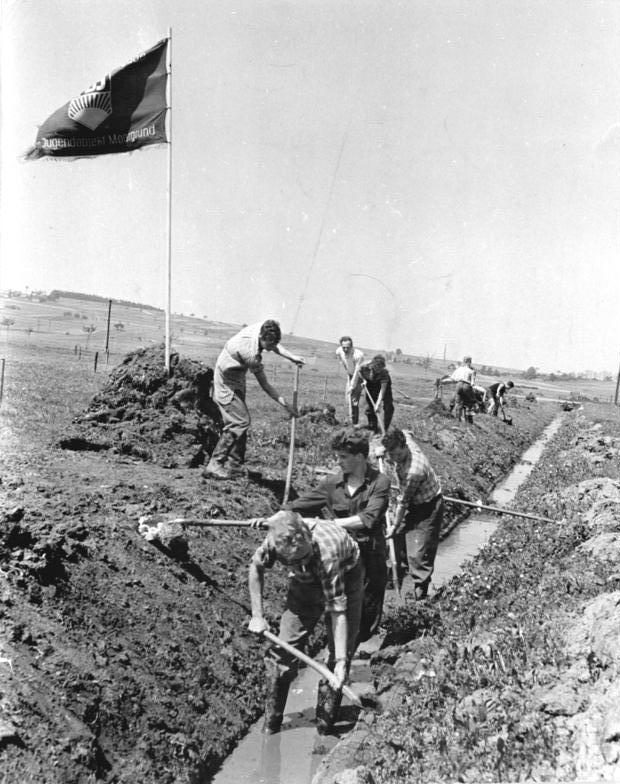
Členové FDJ kopou meliorační příkop